# Frank P. Herrnfeld
Frank P. Herrnfeld (* 20. Dezember 1904 in Deutschland; † Juni 1981 in Ventura (Kalifornien)) war ein deutsch-amerikanischer Ingenieur und technischer Entwickler, der 1952 mit einem Technik-Oscar ausgezeichnet wurde.

## Leben
Herrnfeld hat sich viele Jahre lang einen Namen als Erfinder gemacht und in diesem Zusammenhang vor allem während des Zweiten Weltkriegs mit einer Reihe durch von ihm entwickelter Geräte, die dem US-Militär von Nutzen sein sollten, auf sich aufmerksam gemacht. Mit der Frank Herrnfeld Engineering Corp. besaß er in Los Angeles zeitweise seine eigene Firma. 1952 erhielt er gemeinsam mit Richard M. Haff, Garland C. Misener und der Ansco Film Division of General Aniline and Film Corporation einen Oscar für technische Verdienste der Klasse III für, wie es hieß, „die Entwicklung des Ansco Farbszenetesters“ („…for the development of the Ansco color scene tester“).